# Dossenno
Dossenno, in originale lingua osca Dossennus, è un personaggio della commedia teatrale appartenente alla tradizione delle fabulae atellanae.
Il nome del personaggio è di etimo incerto, probabilmente proveniente dalla lingua etrusca che rapidamente assunse, per antonomasia, il significato di gobbo, caratteristica fisica peculiare di questa maschera. I caratteri psicologici del personaggio, analogamente agli antichi stereotipi collegati al dismorfismo di Dossenno, erano la malizia, la scaltrezza e l'abitudine alla truffa.
Secondo alcune teorie, il personaggio, anziano e sgraziato, pretendendo di essere invece bello e colto, interveniva nella commedia con sciocchezze e volgarità involontarie; secondo altri studiosi, invece, Dossenno era un opportunista, un ladro perennemente affamato e capace, con l'adulazione, di carpire i favori del suo vanitoso padrone.
Alcune raffigurazioni di scene farsesche su terracotte osche lo rappresentano deforme, spesso nudo e con i genitali enormi.
Insieme con i personaggi di Bucco, Macco, Pappo, è una delle quattro maschere caratteristiche della commedia atellana.